# Uromys imperator
Uromys imperator é uma espécie de roedor da família Muridae.
Poderia ser encontrada nas Ilhas Salomão.